# Polohový závod

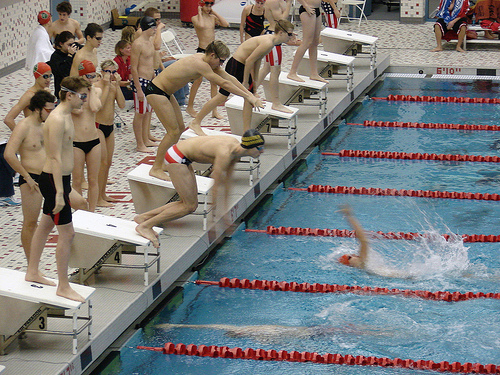
Střídání závodníků při polohovém závodě štafet – plavci ve vodě dokončují znakařský úsek, závodníci na blocích se chystají na prsa

Polohový závod je jedna z disciplín závodního bazénového plavání. V této disciplíně plavec během jediného závodu vystřídá všechny čtyři plavecké způsoby, které mění při obrátkách. Všechny čtyři části závodu jsou stejně dlouhé a posloupnost způsobů je pevně dána. V této disciplíně se závodí na většině závodů, mimo jiné na mistrovství světa, Evropy i ve světovém poháru, polohový závod je také součástí programu plaveckých soutěží na letních olympijských hrách. Soutěží se jednak v individuálním polohovém závodě, jednak ve štafetovém závodě, kdy každý způsob plave jiný plavec.

## Závod jednotlivců
V závodě jednotlivců je pořadí způsobů následující:
1. motýlek,
2. znak,
3. prsa,
4. volný způsob (v tomto závodě se jím myslí libovolný jiný způsob než tři předchozí, plavci ale zpravidla používají kraul).

Individuální polohový závod v dlouhém 50m bazénu se plave na 200 metrů (každý způsob 50 m, tj. jedna délka 50m bazénu) a na 400 m (každý způsob 100 m) trati. V krátkém 25m bazénu se navíc závodí na 100m trati (každý způsob 25 m), kterou v delším bazénu provozovat nelze (změna způsobu musí být na obrátce, délka části tedy musí být násobkem délky bazénu). Jelikož se závody olympijských her plavou na 50m bazénu, na 100m trati se zde nesoutěží.

### Změny způsobu při obrátkách
Při obrátce z motýlku na znak se plavec musí dotknout oběma rukama stěny, otočit se a oběma nohama se odrazit. Při obrátce ze znaku na prsa jsou možné dva způsoby: Při prvním se plavec stěny dotkne jednou rukou v poloze na znak, převrátí se na břicho a oběma nohama se odrazí. Druhý možný způsob je dotknout se jednou rukou stěny v poloze na znak a udělat kotoul vzad (přehodit nohy přes hlavu) a potom se opět musí odrazit oběma nohama v poloze na prsa. Asi nejjednodušší je obrátka poslední – z prsou na volný způsob. Při prsou se plavec dotkne oběma rukama stěny, otočí se a poté se může odrazit jednou nebo oběma nohama (běžnější je pochopitelně odraz oběma nohama najednou).

## Štafetový závod
Ve štafetovém závodě každý ze způsobů plave jiný závodník, čas se měří dohromady celé štafetě. Jakmile jeden plavec na konci svého úseku dohmátne, následující plavec se odrazí z bloků a přeskočí ho. Polohová štafeta se od závodu pro jednotlivce liší v pořadí disciplín: Začíná se znakem, protože ten jediný se startuje přímo z vody (a kdyby byl znak druhý v pořadí jako v individuálním závodě, připravující se znakař by překážel předchozímu finišujícímu motýlkáři). Pořadí způsobů je tedy následující:
1. znak,
2. prsa,
3. motýl,
4. volný způsob.

Závodí se na 4×100 metrů (menší děti mohou závodit i na 4×50 a 4×25), štafeta se skládá ze čtyř mužů nebo čtyř žen (smíšené štafety se neplavou). V krátkém bazénu se plave i polohová štafeta na 4×50 metrů.
Plavec, který doplavává, se vždy musí dotknout stěny dříve, než další plavec může odstartovat. Není zakázáno se na bloku pohybovat, ale v okamžiku, kdy se plavec dotkne stěny, musí mít ještě startující obě nohy na bloku. Při znaku a při kraulu se dohmatává jednou rukou, ale při motýlku a prsou je nutno dohmátnout oběma rukama najednou.
Za jakoukoliv chybu kteréhokoliv ze členů štafety je celý tým diskvalifikován.